# Hamamatsu
Hamamatsu (浜松市 Hamamatsu-shi?) är en industristad i Japan, där bland annat Suzuki och Yamaha har sina huvudkontor. Den är den största staden i Shizuoka prefektur och har cirka 800 000 invånare. Storstadsområdet hade 1 304 548 invånare vid folkräkningen 2005, på en yta av 2 346 km². På grund av arbetsbrist har många brasilianare lockats till staden och gett den en särskild identitet. Den stora begivenheten för befolkningen är den årliga drakfestivalen. 

## Administrativ indelning

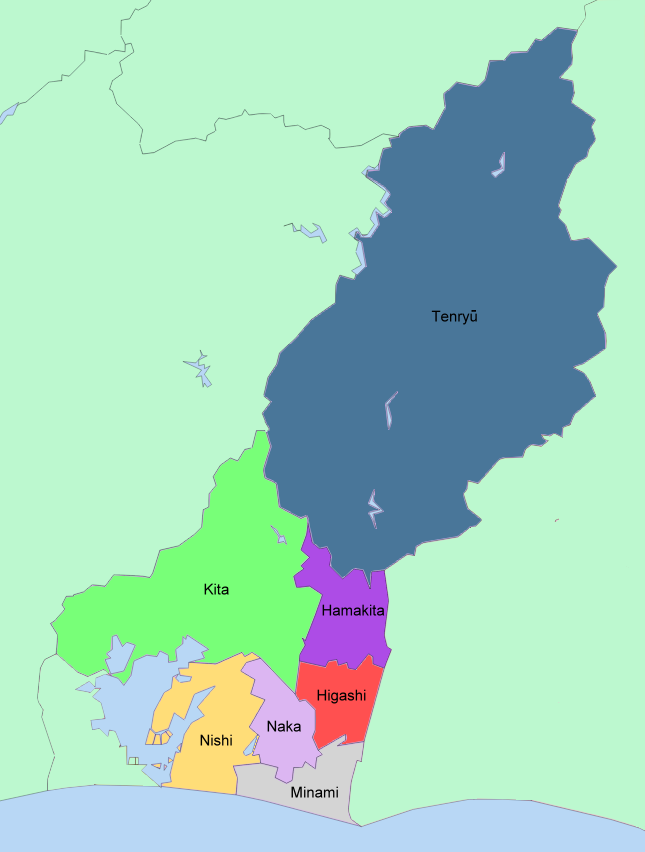
Hamamatsus indelning i stadsdelar.

Hamamatsu är sedan 2007 en av landets tjugo signifikanta städer med speciell status (seirei shitei toshi). och delas som sådan in i ku, administrativa stadsdelar. Hamamatsu består av sju sådana stadsdelar.
|             |        | Invånare 1 oktober 2015 | Area (km²) |
| ----------- | ------ | ----------------------- | ---------- |
| Hamakita-ku | 浜北区 | 95 938                  | 66,50      |
| Higashi-ku  | 東区   | 128 599                 | 46,29      |
| Kita-ku     | 北区   | 93 624                  | 295,54     |
| Minami-ku   | 南区   | 100 911                 | 46,84      |
| Naka-ku     | 中区   | 237 479                 | 44,34      |
| Nishi-ku    | 西区   | 111 400                 | 114,71     |
| Tenryu-ku   | 天竜区 | 30 301                  | 943,84     |

## Demografi
När Hamamatsu formellt grundades 1 juli 1911 hade samhället 36 782 invånare. Sedan dess har invånarantalet ökat både tack vare att många omkringliggande städer, köpingar och byar har inkorporerats till staden. 2005 gick inte mindre än 11 omkringliggande samhällen upp i Hamamatsu som därmed fick över 800 000 invånare vilket gjorde staden till den befolkningsmässigt största i Shizuoka prefektur och areamässigt näst störst i Japan. Det bor kring 29 000 utländska medborgare i Hamamatsu varav 60% är brasilianer.

## Näringsliv
I Hamamatsu finns en stark koncentration av tillverkare av musikinstrument.
Företag stationerade i Hamamatsu:
- Yamaha Corporation[6]
- Roland[7]
- Kawai Musical Instruments Mfg. Co., Ltd.[8]
- Suzuki motor corporation har huvudkontor och Takatsukafabriken för motorcyklar i Hamamatsu, 10 430 anställda.[9]
- Hamamatsu Photonics har huvudkontor, utvecklingscentrum och fyra fabriker i Hamamatsu.[10]

## Kommunikationer
Hamamatsu trafikeras av Tokaido Shinkansen, Kodama- och vissa Hikariavgångar gör uppehåll.